# آنتونیو سالینس
آنتونیو سالینس (ایتالیایی: Antonio Salines؛ زادهٔ ۱ ژوئیهٔ ۱۹۳۶) بازیگر و کارگردان فیلم اهل ایتالیا است. پدر او انریکو سالیناس موسیقی‌دان و آهنگساز بود.
از فیلم‌ها یا برنامه‌های تلویزیونی که وی در آن نقش داشته‌است، می‌توان به مونلا، چشم‌چران، سنسو ۴۵ و اسپکتر اشاره کرد.